# Hard to Kill (album)
Hard to Kill è il secondo album in studio del rapper statunitense Gucci Mane, pubblicato nel 2006.
Il disco è considerato essere una delle uscite più importanti della carriera del rapper.

## Tracce
1. Intro – 0:38
2. Street Niggaz – 4:43
3. My Chain (feat. Black Magic) – 3:51
4. Hold Dat Thought – 5:23
5. Freaky Gurl – 3:45
6. Pillz (feat. Mac Bre-Z) – 5:11
7. Go Head (Shawty Got a Ass on Her) (feat. Mac Bre-Z) – 4:58
8. Trap Starz – 4:41
9. Drive Fast – 4:00
10. Stick Em Up (feat. La Chat) – 4:40
11. Everybody Know Me – 3:43
12. We Live This (feat. Black Magic & Young Snead) – 4:55
13. Trap Girl (feat. Gangsta Boo) – 4:56
14. Alley Cat – 3:28
15. Blow Pop – 3:40
16. Big Cat (Laflare) – 3:48
17. Outro – 0:16